# Вайда (Тюрингія)
Вайда (нім. Weida) — місто в Німеччині, розташоване в землі Тюрингія. Входить до складу району Грайц.
Площа — 36,48 км2. Населення становить 8205 ос. (станом на 31 грудня 2021).